# Wolfsmelknetwants
Wolfsmelknetwants (Oncochila simplex)  is een wants die behoort tot de familie van de netwantsen. Hij komt voor op wolfsmelk en het meest op cipreswolfsmelk en minder vaak op heksenwolfsmelk. Imago's komen het hele jaar voor en het meest tussen mei en september.

## Kenmerken
Hij heeft een lengte van 2,5 tot 3,7 mm. Hij heeft brede omgeslagen randvelden van het halsschild die elkaar in het midden bijna raken en alleen ruimte laten voor de middelste van de drie lijsten.

## Verspreiding
De wolfsmelknetwants komt voor in Europa en Azië. In Nederland komt hij zeldzaam voor (langs IJssel, Rijn en Waal en in Midden-Limburg).